# Bert Hoffmeister
Generaal-majoor Bertram Meryl (Bert) Hoffmeister (Vancouver, 15 mei 1907 – 4 december 1999) was een Canadees legerofficier, zakenman en natuurbeschermer.

## Biografie
Hoffmeister werd geboren in Vancouver en werd een sales manager bij de Canadian White Pine Co. Ltd aldaar. Hij verwierf in 1927 een plaats bij de Non-Permanent Active Militia (NPAM, het Canadese reserveleger). Hij werd in 1934 bevorderd tot kapitein. In 1939 kreeg hij het bevel over een compagnie van The Seaforth Highlanders of Canada. In december 1939 vertrok hij met de The Seaforth Highlanders naar Groot-Brittannië.
Hij studeerde in maart 1942 aan de Royal Military College of Canada in Kingston (Ontario). In oktober 1942 werd hij bevorderd tot luitenant-kolonel. In 1943 werd hij onderscheiden met de Orde van Voorname Dienst (DSO) voor zijn acties tijdens de landing op Sicilië. Hij ontving daarna nog twee gespen voor zijn DSO.
In oktober 1943 werd Hoffmeister bevorderd tot brigadier-generaal en kreeg het bevel over de 2e Canadese Infanteriebrigade. In maart 1944 werd hij bevorderd tot generaal-majoor en werd benoemd tot bevelhebber van de 5e Canadese Pantserdivisie. Hij nam daar deel aan de aanval op de Gotische Linie. In februari 1945 werd de 5e Pantserdivisie ingedeeld bij het Eerste Canadese Leger en overgeplaatst naar Noordwest-Europa. Daar nam de divisie deel aan gevechten in Nederland, zoals bij de Slag om Otterlo en de bevrijding van Delfzijl.
Na VE-Day werd hij benoemd tot bevelhebber van de 6e Canadese Divisie (Canadian Army Pacific Force), maar de divisie werd na de capitulatie van Japan alweer ontbonden. Hoffmeister ging in september 1945 met pensioen. In hetzelfde jaar werd hij benoemd tot Grootofficier in de Orde van Oranje-Nassau. In 1947 werd hij Commandeur in het Amerikaanse Legioen van Verdienste.
In 1949 werd Hoffmeister president van de MacMillan Bloedel Limited en was daarvan tussen 1956 en 1958 voorzitter. Tussen 1958 en 1961 was hij vertegenwoordiger van Brits-Columbia in Londen. Tussen 1961 en 1968 was hij voorzitter van de Council of Forest Industries of British Columbia, een vereniging voor de bosbouw in Brits-Columbia. Tussen 1971 en 1991 was hij de eerste voorzitter van de Nature Trust of British Columbia, een non-profit natuurbeschermingsorganisatie.
In 1982 werd hij benoemd tot Officier in de Orde van Canada, de hoogste civiele onderscheiding in Canada. Hoffmeister stierf op 4 december 1999.

## Onderscheidingen
- Officier in de Orde van Canada op 21 juni 1982[2]
- Lid in de Orde van het Bad[3]
- Commandeur in de Orde van het Britse Rijk[4]
- Orde van Voorname Dienst met twee Gespen op 13 november 1943[5][6]
  - Gesp op 18 maart 1944[5]
  - Gesp op 29 juli 1944[7]
- Onderscheiding van de Canadese Strijdkrachten
- 1939-1945 Ster (Verenigd Koninkrijk)[8]
- Italië Ster[8]
- Commander in het Legioen van Verdienste op 7 juni 1947[5]
- Canadian Efficiency Decoration
- Grootofficier in de Orde van Oranje-Nassau met Zwaarden op 22 december 1945[9]
- Dagorder (Mentioned in dispatches)
  - 4 april 1945[10]
  - 26 mei 1945[11]

## Militaire loopbaan

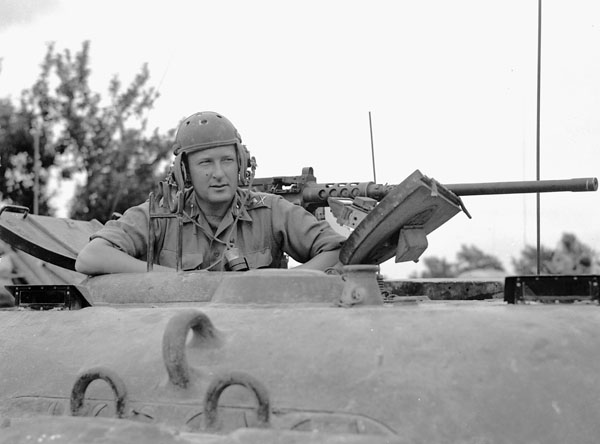
Bert Hoffmeister

- Lieutenant: 1927
- Captain: 1934
- Major: 1939[5]
- Lieutenant Colonel: oktober 1942[5]
- Colonel
- Brigadier: 1 oktober 1943[5]
- Major General: 20 maart 1944[5]